# Sociedad Nacional de Electricidad de Senegal
La Sociedad Nacional de Electricidad de Senegal (Senelec) (en francés: Société nationale d'électricité du Sénégal)  es la compañía nacional eléctrica de Senegal, creada el 5 de julio de 1983 con la Ley 83-72.

## Historia
La sociedad Senelec se creó en 1983 después de la nacionalización y fusión de las dos empresas de producción, transporte y distribución de electricidad, la Sociedad senegalesa de distribución de energía eléctrica y Electricidad de Senegal, EDS.
En 1998, la Agencia de Electrificación Rural (ASER) y el Consejo Regulador de la Electricidad se separaron de Senelec y la empresa fue reorganizada para su privatización. En 1999, el consorcio de Hydro-Québec y Elyo (Suez Lyonnaise des Eaux) compró el 34% de las acciones de Senelec. El acuerdo fue anulado por el presidente Abdoulaye Wade en marzo de 2000, e Hydro-Québec y Elyo se retiraron de Senegal en enero de 2001.
La clasificación de las 500 mejores empresas africanas la posicionan como la 244º en 2007 (puesto 233º en el año anterior). Es la quinta empresa senegalesa según este ranking anual.
Su sede social se encuentra en Dakar.

## Funciones

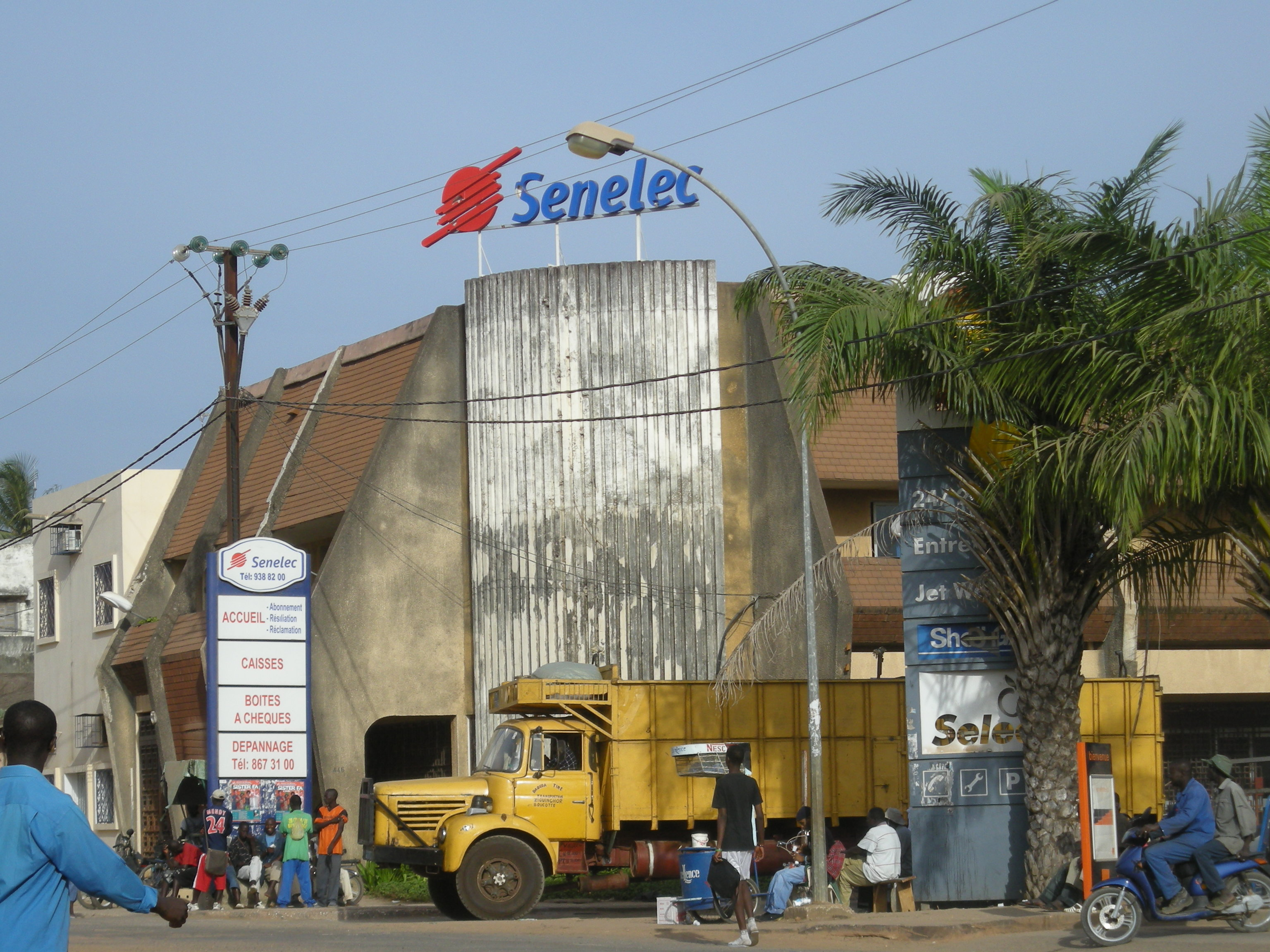
Senelec a Ziguinchor

Senelec se dedica al suministro de electricidad en ámbitos urbanos, con un sistema de distribución enfocado a la concentración de usuarios que hay en las ciudades. El suministro de electricidad en ámbitos rurales lo realiza la Agencia Senegalesa de la Electrificación Rural (ASER). 
Senelec tiene una capacidad de producción de 632,9 MW, 90 MW de los cuales provienen de la Presa de Manantali en Malí; sin embargo, la producción de electricidad es de sólo 519,4 MW debido al envejecimiento y a los equipos defectuosos. 
Participa también en el desarrollo de energía solar fotovoltaica con proyectos como Senergy 2, financiado por GreenWish Partners en Bokhol. Senelec tiene prevista una nueva central eléctrica de carbón a 35 km al SE de Dakar, la central eléctrica de Sendou, con una capacidad neta de 115 MW.
En 2006, Senelec recibió 88.000 millones de francos CFA (185 millones de dólares estadounidenses) de subvenciones y sus deudas ascendían al 1,5% del PIB. La empresa tiene 2.500 empleados y 645.000 clientes.
La empresa representa a Senegal en el Pool de Energía de África Occidental. Es miembro del Sistema de intercambios de energía eléctrica oeste africano, EEEOA.